# Ahmad ibn ʿAbdallāh
Ahmad ibn ʿAbdallāh (arabisch أحمد بن عبد اللّه, DMG Aḥmad ibn ʿAbdallāh) ist gemäß der historiografischen Überlieferung der ismailitischen Schia deren neunter Imam.
Ahmad wurde als ältester Sohn des Begründers der ismailitischen Mission (daʿwa), Abdallah al-Akbar († ca. 874), in Tschalus an der Südküste des Kaspischen Meeres geboren. Dem Vater folgte er in der Führerschaft über die Mission nach, die er gleichfalls als lebender „Beweis“ (ḥuǧǧa) aus dem Verborgenen (ġaiba) heraus leitete, mit dem syrischen Salamiyya als Hauptsitz. Dazu bereiste er als Kaufmann getarnt die wichtigsten „Inseln“ (ǧazīra) der Mission im irakischen Kufa, im südpersischen Askar Mukram und in der nordpersischen Gebirgsregion von Dailam, die somit eine der ältesten Missionsgebiete der ismailitischen Schia war und für mehrere Jahrhunderte hindurch zu ihren wichtigsten Siedlungsgebieten zählen sollte.
Ahmads Söhne waren Hussein († 882/883) und Abu Ali Muhammad „Abu sch-Schalaghlagh“ († ca. 899), von denen Letzterer in der Führerschaft über die Mission nachfolgte.